# (17044) Mubdirahman
(17044) Mubdirahman (1999 FZ30) – planetoida z pasa głównego asteroid okrążająca Słońce w ciągu 3,43 lat w średniej odległości 2,27 j.a. Odkryta 19 marca 1999 roku.